# Lol Tolhurst

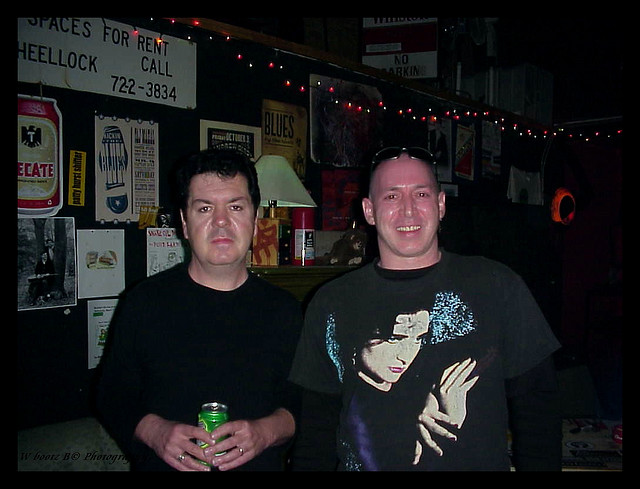
Lol Tolhurst

Laurence (Lol) Tolhurst, voluit Laurence Andrew Tolhurst (Horley (Surrey, Engeland), 3 februari 1959) is een Britse muzikant. Hij was medeoprichter, drummer en toetsenist van de rockformatie The Cure.

## The Cure
Toen de band werd gevormd bespeelde Tolhurst de drums. Hij heeft in die rol meegewerkt aan de albums Three Imaginary Boys, Boys Don't Cry, Seventeen Seconds, Faith en Pornography. Na de Pornography-toer in 1982 besloot hij toetsenist te worden. In 1986 en 1987 viel Tolhurst ten prooi aan overmatig drugs- en alcoholgebruik waardoor hij vaak niet kon optreden. Hij werd dan ook met regelmaat vervangen door Roger O'Donnell (Psychedelic Furs). In 1988 werd Tolhurst uiteindelijk uit de band gezet en volledig vervangen door O'Donnell.

## Na The Cure
Nadat Tolhurst uit The Cure was gezet, vormde hij het sterk op The Cure lijkende Presence samen met Gary Biddles, hoewel deze Tolhurst ooit had beledigd. Toen Biddles roadie was voor The Cure veroorzaakte hij onrust omdat hij het podium op liep en Smith's a wanker, Tolhurst's a wanker, only Simon is worth anything in this band zong. Door dit voorval en een slaande ruzie met Robert Smith verliet Simon Gallup The Cure en richtte met Biddles Fools Dance op. Critici waren het erover eens dat ook Fools Dance sterk op The Cure leek.
In 1994 daagde Tolhurst Smith en Fiction Records voor de rechter vanwege royalty's en eigendom van de naam The Cure, maar na een lange zaak verloor hij. Daarna begon hij met zijn tweede vrouw Cindy Levinson een nieuw project, Levinhurst.

## Trivia
- Ondanks het feit dat Tolhurst volgens Robert Smith niets bijdroeg aan het album Disintegration, staat hij wel vernoemd onder andere instrumenten.
- De belangrijkste reden voor Tolhursts overstap naar keyboard was het feit dat hij voor Let's Go to Bed de drumpartij niet kon spelen. Na drie dure dagen gaf hij het op. Uiteindelijk werd Steve Goulding ingehuurd.
- Het nummer Shiver and Shake van het album Kiss Me, Kiss Me, Kiss Me zou geschreven zijn op de frustraties van de andere bandleden naarmate Tolhurst steeds onbetrouwbaarder werd.
- Tolhurst verschijnt in de muziekvideo van 311's cover van Lovesong.